# Купро

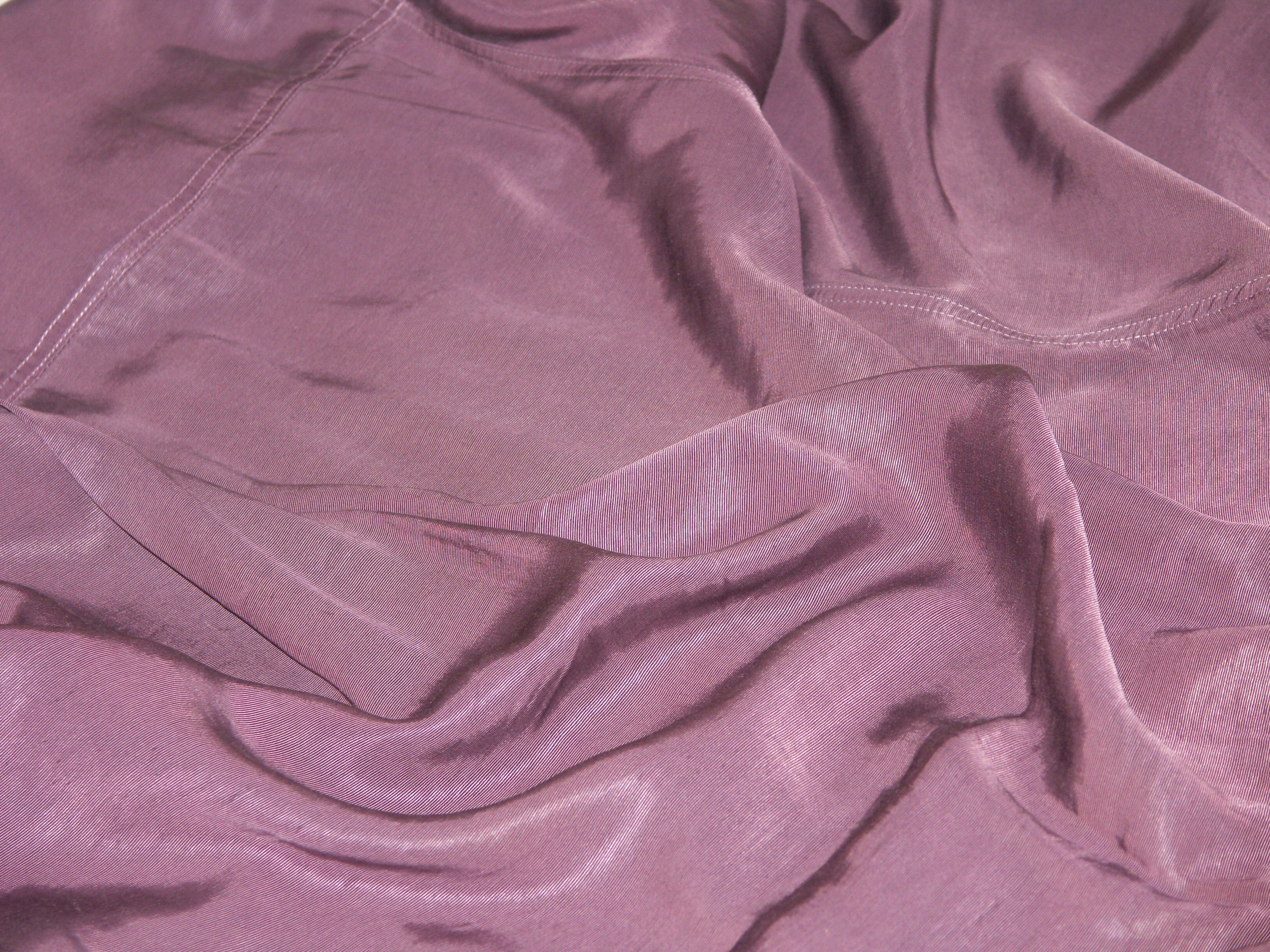
Ткань купро

Купро́ — (англ. cupro) — вид искусственной ткани, похожей на шёлк, но из вискозы с медно-аммиачными волокнами, получаемыми из натурального полимера чистой целлюлозы. Изготавливается с 1918 года химическим путём из натурального сырья — древесины и хлопка. Ткань обладает шелковистым блеском, красиво драпируется, хорошо впитывает влагу и пропускает воздух.
Как целлюлозное волокно (купроволокно) используется в ткацком и трикотажном производствах для изготовления дорогих тканей, таких как парча, узорчатая ткань, и т. д., а также велюровых тканей для одежды.
Ткань купро используется для обивки мебели и как подкладочная ткань для швейного производства.